# 有馬馨
有馬 馨（ありま かおる、1893年（明治26年）12月15日 - 1956年（昭和31年）1月23日）は、日本の海軍軍人。最終階級は海軍中将。旧姓、渡邊。

## 経歴
宮崎県出身。父-渡邊甲介・母-ミツの四男として生まれる。1914年（大正3年）12月、海軍兵学校（42期）を卒業し、1915年（大正4年）12月、海軍少尉に任官。海軍砲術学校高等科で学ぶ。「球磨」「浅間」の各分隊長、「第五号駆逐艦」砲術長、「金剛」分隊長などを歴任し、1927年（昭和2年）11月、海軍大学校（甲種25期）を卒業。
1926年（大正15年）12月、海軍少佐に昇進。1927年12月、海兵教官兼監事に就任し、「八雲」砲術長、第二遣外艦隊参謀、軍令部出仕などを歴任。1932年（昭和7年）1月、海軍中佐に進級し、軍令部参謀兼海大教官、兼参謀本部員に就任。1935年（昭和10年）11月、第一戦隊参謀に発令され、第三戦隊参謀を経て海大教官となり、1936年（昭和11年）12月、海軍大佐に昇進。
1937年（昭和12年）8月、第二艦隊参謀に就任し、海大教官、支那方面艦隊参謀、兼中支那方面軍参謀、教育局第2課長などを歴任。1939年（昭和14年）11月、「熊野」艦長に就任。以後、「比叡」艦長、佐世保鎮守府付を経て、1941年（昭和16年）9月、「二号艦」艤装員長となり、1942年（昭和17年）8月、「武蔵」初代艦長に就任した。
1942年11月、海軍少将に進級。1943年（昭和18年）6月、軍令部出仕となり、海兵教頭兼監事長、兼呉練習戦隊司令官を歴任。1944年（昭和19年）2月、第4根拠地隊司令官兼第二海上護衛隊司令官に着任し、トラック島付近の防衛と海上護衛を担った。以後、第四艦隊参謀長、兼第四艦隊補給長、南西方面艦隊司令部付、第31特別根拠地隊司令官を務める。1944年11月、南西方面艦隊参謀長となり、 第13航空艦隊参謀長（1945年2月まで）・第三南遣艦隊参謀長・第31特別根拠地隊司令官を兼務し、終戦を迎えた。
1945年（昭和20年）11月、海軍中将に昇進。1947年（昭和22年）11月28日、公職追放仮指定を受けた。1949年（昭和24年）1月に復員。
昭和15年から終戦までの5年間にまとめた文書が、2001年に五曜書房から『帝国海軍の伝統と教育　― 付・比島作戦の思い出 ―　戦艦武蔵初代艦長　南西方面艦隊参謀長有馬馨の遺稿』（ISBN 4-7952-5399-4）として出版された。